# Freddy Montaña

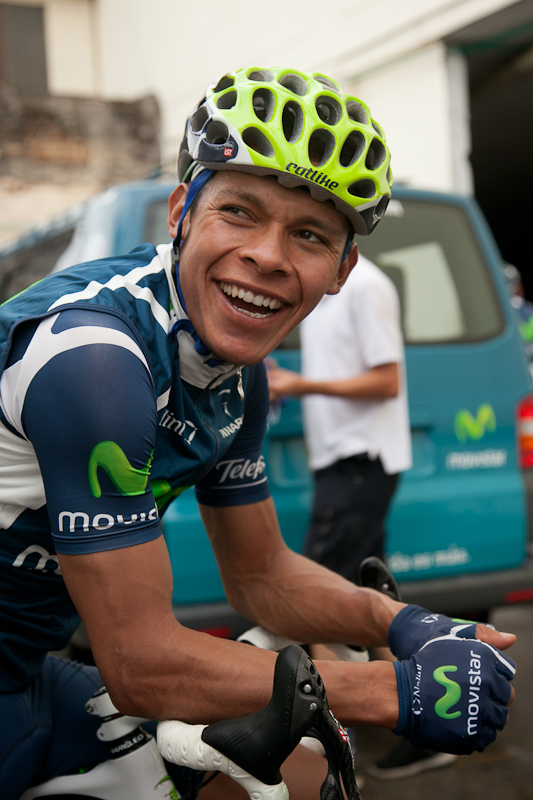
Freddy Montaña bei der Vuelta a Colombia 2012

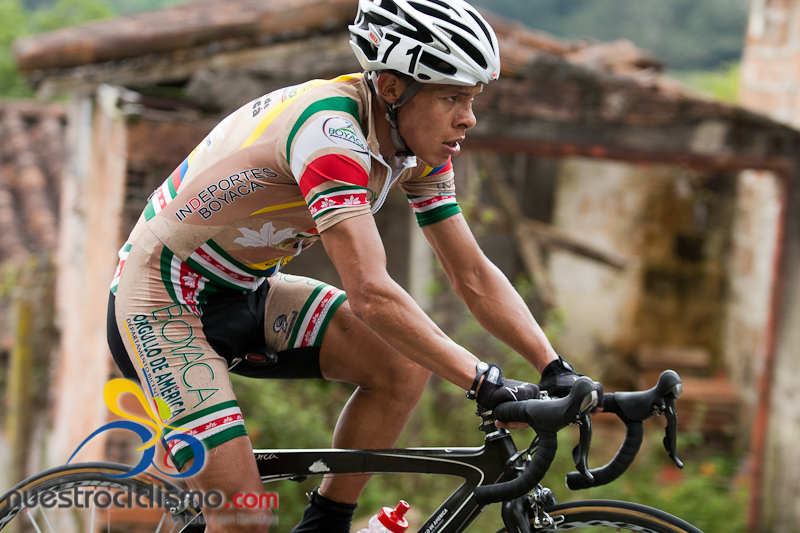
Freddy Montaña bei der Vuelta a Antioquia 2011

Freddy Emir Montaña Cadena (* 23. November 1982 in Aquitania) ist ein kolumbianischer Radrennfahrer.
Freddy Montaña gewann mehrere Tagesabschnitte von Etappenrennen der UCI America Tour, darunter drei Rappen der Vuelta a Colombia. 2009 holte er den Gesamtsieg in der Vuelta a Boyacá. 2011 und 2014 siegte er in der Vuelta a Cundinamarca.

## Erfolge
2005
- Mannschaftszeitfahren Doble Copacabana Grand Prix Fides

2009
- eine Etappe Vuelta Ciclista a León

2011
- eine Etappe Vuelta a Colombia
- eine Etappe Vuelta a Costa Rica

2012
- eine Etappe Vuelta Mundo Maya

2013
- eine Etappe Vuelta a Colombia

2017
- Mannschaftszeitfahren Vuelta a Colombia

## Teams
- 2007 Boyacá es Para Vivirla-Marche
- 2009 Boyacá es Para Vivirla
- 2012 Movistar Continental Team
- 2015 Movistar Team América
- 2017 EPM